# Дуброва (Верховское сельское поселение)
Дуброва — деревня в Тарногском районе Вологодской области.
Входит в состав Верховского сельского поселения, с точки зрения административно-территориального деления — в Верховский сельсовет.
Расстояние по автодороге до районного центра Тарногского Городка — 32 км, до центра муниципального образования Верховского Погоста — 9,5 км. Ближайшие населённые пункты — Свердловская, Каплинская, Квашнинская.
По переписи 2002 года население — 14 человек.